# 大境路
大境路是位於中國上海市黃浦區上海老城廂裡面的一條東西走向道路，道路西起人民路，東至河南南路。道路全长483米。
道路建於1910年。大境阁上沿途有上海市区最后留存的上海城墙遺址，即大境阁。道路也是得名自此。